# 太空日食

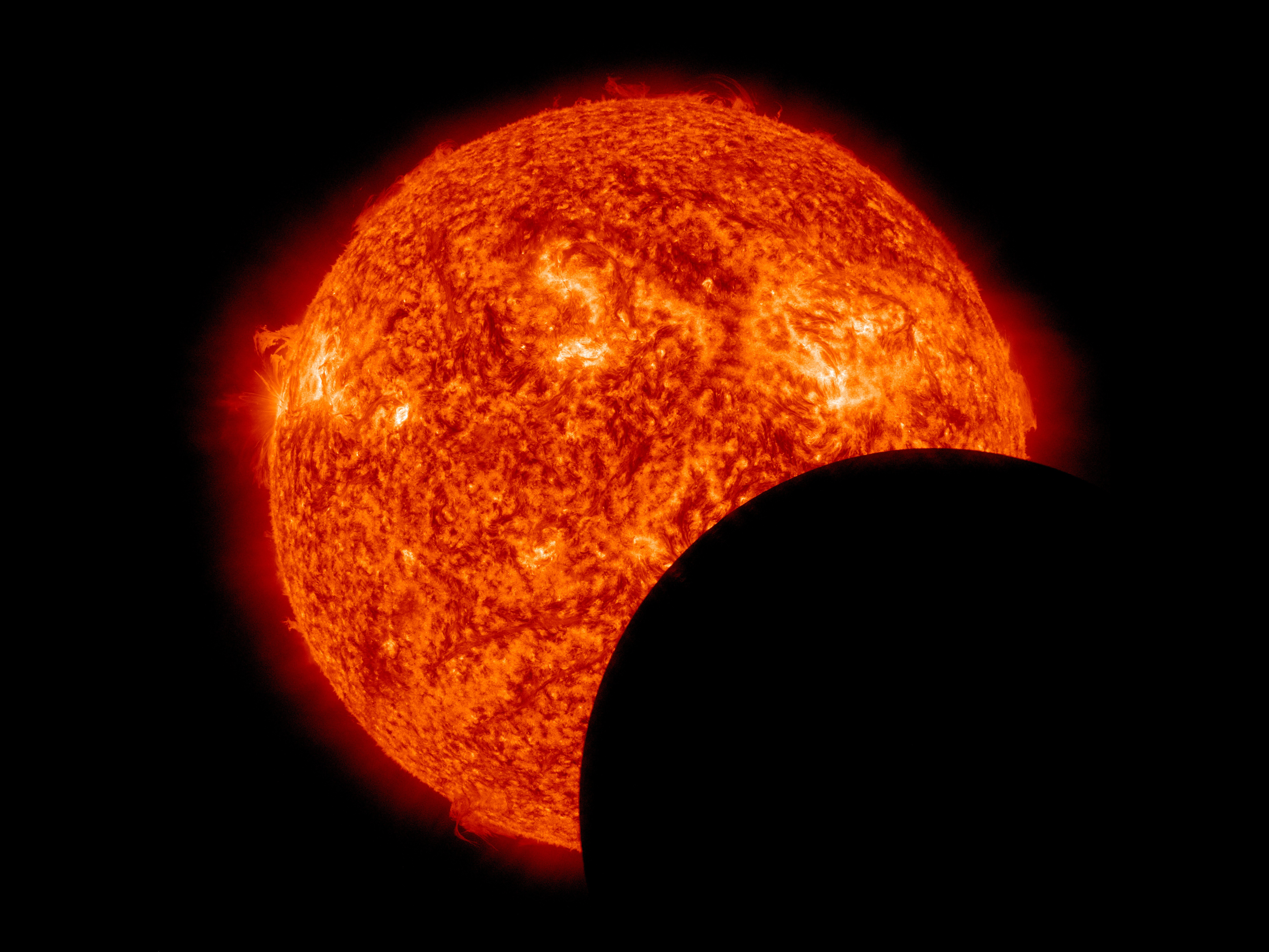
太空日偏食

太空日食，是一種天文事件，屬於蝕相的一種，在太空轨道、人造衛星或探測器的軌道中观测到的日食，即一個探测器進入另一個天體的影子時所發生的現象，又被稱為衛星蝕，有時甚至會造成某些衛星設備無法使用。
就如同地面上發生的日食，當人造衛星或探測器進入月球陰影時，即月球、人造衛星或探測器、太陽排成一直線時，月球遮挡住了来自太阳的光线時，所發生的蝕相就稱為太空日食。
由于太空中没有大气层对阳光的散射，太空日偏食照片看上去就像一个人用拇指挡住了照相机镜头所呈现的景像。与地面观测日食不同的是，在轨道中，地球也会挡住射向太空探测器的阳光而造成日食现象。

## 案例
2013年3月10日晚上至11日早晨地球和月球的移动时，太阳动力学天文台观测到相继拍摄到地球和月球日蚀，而两次日食仅相隔几个小时。

### 隐形的日偏食
2007年7月1日，欧空局Proba-2探测器在地球轨道上拍到罕见的空间日偏食，最大遮挡面积达到9.7%。此次空间日偏食是由月球运行到探测器和太阳之间，月球挡住了阳光。在地球表面，日偏食带扫过南大西洋与南极洲交界的洋面，延伸到非洲以南。而这些地区基本上是无人区，发生在近地空间上的情景在地球上几乎没有人可以看到，这也就被美国航空航天局的天文学家戏称为“隐形的日偏食”。在空间轨道中，拍摄到这样的景象较为罕见，因为探测器在不断快速运动中，和月球、太阳的相对位置不断改变。

### 太空日环食
2011年1月4日，日本宇航局的Hinode卫星在轨道上拍摄了日食。
这次日食在地面上观测到的是一次日偏食（不到80%的太阳圆面被遮挡），但是在轨道上看却是一次日环食。